# 이케다 유키히코

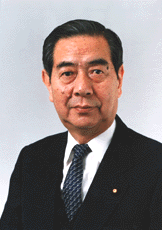
이케다 유키히코

이케다 유키히코(일본어: 池田 行彦, 1937년 5월 13일 ~ 2004년 1월 28일)는 일본의 관료이자 정치인이다. 중의원 의원, 총무청 장관, 방위청 장관, 외무대신 등을 역임하였다.

## 생애
1937년 효고현 고베시에서 태어나 1961년에 도쿄 대학 법학부를 졸업하였고 같은 해 대장성에 들어갔으며, 1964년에 외무성으로 자리를 옮겼다. 1969년에 전 내각총리대신 이케다 하야토의 딸과 결혼하였다. 1975년에 대장성에서 나와 다음 해 중의원 총선거에서 자유민주당 소속으로 출마해 첫 당선되었고, 이후 10번 당선되었다. 자유민주당에서는 오히라 마사요시와의 인연으로 오히라파에 속하였다. 당선 후에는 중의원 예산 위원회, 대장위원회에 소속된 것 외에 외무 위원회와 안전 보장 위원회에서도 활동하였다.
스즈키 젠코 내각의 관방부 장관, 중의원 대장위원장 등을 거쳐 1989년 우노 내각의 총무청 장관으로 첫 입각하였다. 1990년에는 제2차 가이후 내각에서는 방위청 장관이 되었다.
1996년, 제1차 하시모토 내각의 외무대신이 되었고, 외무대신으로서 미·일 방위 협력을 위한 지침의 재검토 작업, 주페루 일본 대사관 인질 사건의 해결에 참여하였다. 1996년 2월, 대한민국 정부가 독도에 접안 시설 건설을 진행시키고 있다는 사실이 일본의 일부 대중 매체를 통해 보도되자, 이케다는 "다케시마(일본이 독도를 부르는 이름)는 역사적으로나 국제법상 관점에서나 일본의 고유 영토" 라고 주장하여 한·일 관계를 악화시키기도 하였다.
1998년에는 오부치 게이조 정권에서 정조회장(政調会長)이 되었고, 1999년에 총무회장이 되어 2000년 제1차 모리 내각까지 이 직위에서 일하였다. 제2차 모리 내각에서는 이 직위에서 물러났으며, 2004년에 직장암으로 66세의 나이로 사망하였다.

## 같이 보기
- 알베르토 후지모리
- 독도
- 오자와 이치로